# Hagen Kleinert
Hagen Michael Kleinert es un profesor de Física Teórica en la Universidad Libre de Berlín y miembro Honorario de la Academia Rusa de Creatividad.
Es doctor honoris causa en varias Universidades.
Por sus contribuciones a la Física de Partículas Elementales y de la Materia Condensada le ha sido concedida la Medalla 
Max Born, en 2008.
Su artículo en el  
libro a la celebración de los Cien Años
del Nacimiento de Lev Davidovich Landau le mereció
el Premio Majorana 2009. 
Ha publicado más de 370 artículos sobre Física Matemática, Física de Partículas Elementales, Física Nuclear, Física del Estado Sólido, Física de Cristales Líquidos, Biomembranas, 
Microemulsión , Polímeros y Teoría del Mercado de las Finanzas (econofísica). Ha escrito varios libros sobre Física Teórica. Uno de los cuales,  “Path Integrals in Quantum Mechanics, Statistics and Polymer Physics and Financial Market" , ha sido publicado en cuatro ediciones desde 1990 y en las últimas dos ediciones se incluyen capítulos sobre la aplicación de integrales de camino (path integrals) al mercado de las finanzas (econofísica).
Este libro ha recibido importantes comentarios de la 
comunidad especializada.
En 1972 como profesor visitante de 
Caltech,
Kleinert, inició una fructífera colaboración con
el Físico Norteamericano 
Richard Feynman.
En esa colaboración encontró como aplicar las integrales de camino de 
Feynman para resolver el problema del átomo de 
Hidrógeno. 
Ese trabajo amplió el rango de aplicaciones de 
las técnicas de Feynman. 
Más tarde Kleinert fue colaborador de Feynman en algunos de sus últimos trabajos.
Feyman y Kleinert desarrollaron un método matemático para 
convertir la serie divergente de  potencias de acoplamiento débil, en una serie convergente de acoplamiento fuerte. Esta es la llamada Teoría de
Perturbación Variacional, misma que da origen a 
la teoría de exponentes críticos, la cual es actualmente 
una de las más precisas.
Esta teoría se puede observar en las transiciones de 
fase de segundo orden, tal como lo confirman experimentos 
de helio superfluido en experimentos satelitales.
Usando la Teoría de Campos Cuánticos de Quarks, 
encontró el origen del álgebra de residuos de Regge
predicha por N. Cabibbo, 
L. Horwitz, y 
Y. Ne'eman.
En colaboración con K. Maki, explicaron la estructura
de fase icosahedra de cuasicristales (quasicrystals).
En superconductividad predijo, en 1982, el punto 
tricrítico en el diagrama de fase entre superconductores
tipo-I y tipo-II, donde el orden de la transición
cambia de segundo a primer orden.
Estas predicciones fueron confirmadas en 2002 
mediante simulación numérica (Monte Carlo computer 
simulations). 
La teoría se basa en la nueva Teoría de Campo de Desorden 
(disorder field theory), 
desarrollada por Kleinert en los libros 
Gauge Fields in Condensed Matter  (ver abajo). 
En esta teoría, las propiedades estadísticas de 
fluctuaciones de vórtices, o defectos cristalográficos,
se describen como excitaciones elementales con la 
ayuda de campos, cuyos diagramas de Feynman son la
imagen de los defectos. 
El campo de desorden (disorder field theory) es 
una versión dual de un parámetro de orden 
(order field theory) de Lev Davidovič
Landau (Landau)
para las transiciones de fase (phase transitions).
En la escuela de verano de 1978 en Erice propuso 
la existencia de ruptura de supersimetría en 
el núcleo atómico, 
la cual fue posteriormente observada.
Su teoría de Campos Cuánticos Colectivos 
y las Teorías de Hadronización de Quarks 
es el prototipo de numerosos desarrollos en la 
teoría de Materia Condensada, Física Nuclear
y Física de Partículas Elementales.
En 1986 Kleinert introdujo 
efectos de rigidez en la teoría de cuerdas 
(theory of strings),
la cual normalmente posee solo tensión.
De esta forma mejoró las propiedades físicas de la teoría.
Puesto que el físico ruso 
A. Polyakov
propuso simultáneamente una extensión similar, 
el resultado se conoce como 
Polyakov-Kleinert string Archivado el 11 de junio de 2020 en Wayback Machine.. 
En colaboración con A. Cheryakov ha desarrollado una 
extensión de la Teoría de Distribución Matemática de 
espacios lineales a semigrupos, definiendo de manera 
única su producto (en la teoría convencional, solo 
combinaciones lineales están definidas). 
La extensión fue posible por el requerimiento 
físico que la formulación de la integral de camino 
sea invariante bajo transformación de coordenadas.
Esta propiedad es necesaria para la equivalencia de
la formulación de integral de camino a la teoría
de Schrödinger.
Kleinert es miembro Senior del
Proyecto de Doctorado Internacional de Astrofísica
Relativista (IRAP) Archivado el 6 de julio de 2007 en Wayback Machine.. También participa
en el proyecto del Laboratorio de Cosmología de
la Fundación Científica Europea Cosmology in the Laboratory.

## Libros
- Gauge Fields in Condensed Matter, Vol. I, " SUPERFLOW AND VORTEX LINES", pp. 1-742, Vol. II, "STRESSES AND DEFECTS", pp. 743-1456, World Scientific (Singapur, 1989); Paperback ISBN 9971-5-0210-0  (also available online: Vol. I and Vol. II)

- Critical Properties of φ4-Theories, World Scientific (Singapore, 2001); Paperback ISBN 981-02-4658-7 (also available online)

(junto con Verena Schulte-Frohlinde)
- Path Integrals in Quantum Mechanics, Statistics, Polymer Physics, and Financial Markets, 5th edition, World Scientific (Singapore, 2006) (also available online y en español)

- Multivalued Fields in in Condensed Matter, Electrodynamics, and Gravitation, World Scientific (Singapore, 2008) (also available online)

- Proceedings of the Eleventh Marcel Grossmann Meeting on General Relativity, World Scientific (Singapore, 2008) (junto con R.T. Jantzen)

- Particles and Quantum Fields,  World Scientific (Singapore, 2016) (also available online)